# Flaga Australii Południowej
Flaga Australii Południowej – przedstawia srokacza, dzierzbowrona gwiżdżacego (Gymnorhina tibicen hypoleuca). Uznano go za narodowego ptaka stanu. Złoty krąg, symboluje słońce.
Przyjęta 13 stycznia 1904 roku. Proporcje 1:2.

## Propozycje nowej flagi
W dniu 29 października 2016 r. na konferencji Partii Pracy w Australii Południowej przyjęto wniosek o przyjęcie nowej, „bardziej wielokulturowej” flagi stanu. Rząd stanowy nie podjął działań w związku z tą propozycją.